# Lasioglossum filiferreum
Lasioglossum filiferreum är en biart som först beskrevs av Gregory B. Pauly 1986.  Lasioglossum filiferreum ingår i släktet smalbin, och familjen vägbin. Inga underarter finns listade i Catalogue of Life.